# Ney Island
Ney Island är en ö i Kanada.   Den ligger i territoriet Nunavut, i den östra delen av landet, 1 200 km norr om huvudstaden Ottawa. Arean är 22,9 kvadratkilometer.
Terrängen på Ney Island är platt. Öns högsta punkt är 70 meter över havet. Den sträcker sig 11,9 kilometer i nord-sydlig riktning, och 5,6 kilometer i öst-västlig riktning.